# Andrena walleyi
Andrena walleyi är en biart som beskrevs av Cockerell 1932. Andrena walleyi ingår i släktet sandbin, och familjen grävbin. Inga underarter finns listade i Catalogue of Life.